# Желобовский сельский совет (Кременецкий район)
Желобовский сельский совет (укр. Жолобівська сільська рада) — входит в состав
Кременецкого района
Тернопольской области
Украины.
Административный центр сельского совета находится в 
с. Желобы.

## Населённые пункты совета
- с. Желобы